# Pocket City
Pocket City je mobilní hra z roku 2018, kterou vyvinulo studio Codebrew Games. Jedná se o budovatelskou strategii, ve které je hráči umožněno budovat vlastní město, a to od obytných čtvrtí až po průmyslové oblasti. Titul je inspirován budovatelskými strategiemi ze série SimCity a hrou Cities: Skylines. Byl vydán dne 31. července 2018 pro Android a iOS, přičemž vyšel jak v placené verzi, tak ve verzi zdarma, jež obsahuje reklamy. Dne 22. srpna 2022 byla hra vydána na službě Steam pro osobní počítače s Microsoft Windows a macOS.
V říjnu 2020 bylo oznámeno pokračování hry s názvem Pocket City 2, ve kterém by se mělo objevit více obsahu a mělo by mít vylepšenou 3D grafiku za pomoci enginu Unity. Hra by měla vyjít v průběhu roku 2023 pro Android a iOS.

## Hratelnost

### Přehled
Hráč staví své město z jediné radnice vytvářením obytných, obchodních a průmyslových zón a umístěním speciálních budov jako jsou například požární stanice. Hráč dokončuje úkoly, aby získal zkušenosti (XP) a vyšší úroveň. Při určitých úrovních jsou k dispozici nové speciální budovy a funkce, zatímco některé budovy lze vylepšit. Zóny lze také zlepšit, jakmile je úroveň města hráče dostatečně vysoká.
Hráč musí budovat své zóny strategicky, aby vyhovoval požadavkům zóny. Praktický graf ukazuje poptávku každého typu zóny. Dobrá rovnováha vytváří dobrou ekonomiku a zvyšuje příjem města.
Energetické a vodní zdroje musí být dodávány do zón a budov prostřednictvím silnic, potrubí / kabelů v Pocket City. Různé elektrárny mají různé účinky – některé jsou ekologičtější než jiné. Podle toho také působí vodní zdroje.

### Úkoly
Během hry se čas od času doručí hráči různé mise. Budou testovat vytrvalost hráče k dosažení různých cílů, od dosažení určitých prahů v populaci a příjmech, po vybudování určitých typů budov, poskytnutí konkrétních zařízení, modernizace zón, dokonce i nalezení kočičí rodiny. Splněné úkoly přinášejí XP nebo hotovost, v závislosti na typu.

### Události
Čas od času mohou být aktivovány speciální události spouštěné hráčem, například blokové večírky. Tyto události poskytují podporu XP nebo částku v hotovosti a jsou odemčeny, jak se úroveň města zvyšuje.
Katastrofy (pokud jsou povoleny) se budou objevovat pravidelně během hry. Zničí zóny a budovy, které pravděpodobně způsobí katastrofu pro ekonomiku, na kterou musí hráč reagovat a přestavět. Speciální budova odemčená v průběhu hry může zkrátit dobu trvání katastrof a další může dokonce využít jejich povolení v nastavení hry. Režim Expert má katastrofy vždy povoleno.

### Metriky
Hlavními metrikami ve hře jsou příjem, populace a štěstí, které spolu úzce souvisejí, jak je vysvětleno níže.
Měřené metriky ve hře zahrnují dopravní zácpy a proudění v každé ze 3 hlavních zón (obytné, komerční, průmyslové), kriminalita, požární bezpečnost, zdraví, rekreace, trh práce, bydlení a vzdělávání. Ty přispívají k hlavním metrikám.
- Vysoké štěstí zajišťuje, že občané neopouštějí město přidáním budov pro volný čas (zábava, venku a památky).
- Vysoká populace má za následek dostupnost bydlení, 100% pracovní trh, vysoké štěstí a nabídku větší než poptávka.
- Vysoký příjem je výsledkem kombinace vysokého štěstí, vysoké populace a vyladění daní na 50/50 mezi nabídkou a poptávkou, pozitivním exportem a nízkou údržbou zóny.

## Přijetí
| Agregátor  | Skóre        |
| ---------- | ------------ |
| Metacritic | (iOS) 83/100 |

| Udělil       | Skóre  |
| ------------ | ------ |
| Destructoid  | 7/10   |
| Gamezebo     | [ 17 ] |
| Pocket Gamer | [ 18 ] |
| TouchArcade  | [ 2 ]  |

Verze hry Pocket City pro iOS dostala na recenzní stránce Metacritic na základě osmi recenzí 83 bodů ze sta, tedy „celkově příznivé“ recenze. V obchodě Google Play má k březnu 2023 přes 1 milion stažení.